# Agrotis aversa
Agrotis aversa är en fjärilsart som beskrevs av Walker 1856. Agrotis aversa ingår i släktet Agrotis och familjen nattflyn. Inga underarter finns listade i Catalogue of Life.